# 爱知淑德短期大学
爱知淑德短期大学（日语：／ Aichi Shukutoku Tanki Daigaku *）是过去一所位于日本爱知县名古屋市千种区的私立短期大学。

## 概要

### 简介
- 学校最早可以追溯到1905年即爱知淑德女学校的创立。短期大学为于1961年开办[1]、由学校法人爱知淑德学园经营。招収只女生到1999年、停办于2002年[1][2]。

### 历史
- 1961年 爱知淑德短期大学成立并同时设置家政科。
- 1964年 日文科成立。
- 1965年 英文科成立。
- 1969年 三个学科各自变更为、以下列举。
  - 日文科→日文学科
  - 英文科→英国文学科
  - 家政科→家政学科
- 1987年 传播学科成立。
- 1996年 三个学科各自变更为、以下列举。
  - 日文学科→文艺学科
  - 英国文学科→英美语学科
  - 家政学科→生活科学科
- 1999年 最后一年招生、次年停止招生（正式停办于2002年7月30日[2]）。

## 学校环境
- 校区：在了爱知县名古屋市千种区[注 1]

## 历任校长
- 小林素三郎：第一代短期大学校长[3]。

## 组织

### 学科
- 生活科学科
- 文艺学科
- 英美语学科
- 传播学科

### 专科
| - 没有 |

### 业余课程
| - 没有 |

## 知名校友
- 杉山裕子 ：前名古屋电视台・中京电视台播音员
- 伊藤理惠：电台演员、歌手
- 吉川トリコ：小说家
- 新谷敦子：日本放送协会播音员

## 相关链接
- 日本短期大学列表